# Schuppe
Schuppe (scuppe) – drobna moneta srebrna bita anonimowo na przełomie XII i XIII wieku we wschodniej Fryzji. 
Wartością odpowiadała fenigowi (niemieckiemu denarowi). W późniejszych źródłach (1476) poświadczona jako 1/12 staroflamandzkiego grosza (olde Vleemsche groot).